# Flaccil·la (filla d'Arcadi)
Flaccil·la, en llatí Flaccilla, va ser una princesa de l'Imperi Romà d'Orient filla de l'emperador Arcadi (r. 383–408) i de la seva esposa, l'emperadriu Èlia Eudòxia (r. 395–408). Segons el Chronicon Paschale i les Cròniques del Comte Marcel·lí i de Pròsper d'Aquitània, va néixer el 17 de juny del 397. No es torna a mencionar a les fonts del període, i probablement va morir el 408 ja que no consta entre els fills d'Arcadi, que va sobreviure a la seva mort. S'ha suggerit que va morir circa el 403, data impugnada per John Bagnell Bury.